# 格奧爾格·施圖姆
格奧爾格·施圖姆（德語：Georg Stumme，1886年7月29日–1942年10月24日）是一位德軍將領，最高軍階為裝甲兵上將，於第二次阿拉曼戰役中心臟病發而陣亡。

## 生平
施圖姆出生於哈爾伯施塔特，於1906年加入軍隊。第一次世界大戰爆發時為中尉，戰爭結束後為上尉，並留在威瑪防衛軍中服務，擔任了第3騎兵師參謀，1926年10月晉升為少校，1930年2月轉調至第2騎兵營，同年10月擔任第1騎兵營營長。1933年希特勒上台後，陸軍騎兵科的地位日漸下降，但施圖姆仍晉升了數次。1938年，施圖姆轉調德軍新設的裝甲兵科，並擔任第2輕裝師師長，參加了波蘭戰役。1940年，施圖姆擔任第40軍軍長，先後在該單位指揮了法國戰役、巴爾幹戰役、巴巴羅薩行動。此軍於1940年時實質為摩托化軍，到了1942年改編成了裝甲軍。1940年7月，施圖姆晉升騎兵上將，而到了1941年則改稱裝甲兵上將，1940年7月他還獲得了騎士鐵十字勳章。
德軍於1941年的莫斯科戰役中失敗，便設計了1942年的夏季攻勢—藍色行動，為了保密起見而沒有文本資料給下級軍官，但由於萊區爾少校（Joachim Reichel）沒有聽到命令，要求施圖姆手寫下一份戰鬥流程，施圖姆寫完後交給了萊區爾，但萊區爾的座機被蘇軍擊落，文件落入蘇軍手中（雖然最後史達林認為那份文件是騙局），希特勒對此事非常憤怒，而戈林則替施圖姆求情。施圖姆而後被轉調至非洲戰線，並在1942年9月代替埃尔温·隆美尔指揮其非洲裝甲軍團，然而1942年10月，英軍發動了第二次阿拉曼戰役，施圖姆於最初幾天的戰鬥中，在前線心臟病發身亡，遺體隔天被發現取回。

## 外部連結
- （英文）短篇生平介紹